# (4419) Allancook
(4419) Allancook ist ein Hauptgürtelasteroid, der am 24. April 1932 vom deutschen Astronomen Karl Wilhelm Reinmuth von der Landessternwarte Heidelberg-Königstuhl aus entdeckt wurde.
Der Asteroid wurde nach dem US-amerikanischen Astrophysiker Allan F. Cook II benannt.